# Partidul Democrat al Poporului (Turcia)
Partidul Democrat al Poporului (în turcă Halkların Demokratik Partisi, acronim HDP; în kurdă Partiya Demokratîk a Gelan), sau Partidul Democrat Popular, este un partid politic din Turcia pro-minorități. În general fiind de stânga, partidul se poziționează și militează pentru democrație participativă și radicală, feminism, drepturile LGBT, drepturile minorităților, drepturile tinerilor și egalitarianism. Este membru asocial al Partidului Socialiștilor Europeni (PES), un membru consultativ al Internaționalei Socialiste și partid membru al Alianței Progresiste (PA).
Aspirând să provoace în mod fundamental diviziunea existentă dintre turci și kurzi și alți parametri existenți în politica turcă, HDP a fost înființat în 2012 ca aripa politică a Congresului Democrat al Poporului, o uniune a numeroase mișcări de stânga care și-au prezentat anterior candidați ca independenți. pentru a ocoli pragul electoral de 10%. HDP este într-o alianță cu Partidul Regiunilor Democratice Kurde (DBP), adesea descris drept partidul fratern al HDP. Din 2013 până în 2015, politicienii DBP au participat la negocierile de pace dintre guvernul turc și Partidul Muncitorilor din Kurdistan (PKK).
Partidul operează un sistem de conducere coprezidențial, cu un președinte și o președintă. La alegerile prezidențiale din 2014, partidul și-a propus președintele, Selahattin Demirtaș, care a câștigat 9,77% din voturi. În ciuda temerilor că ar putea scădea sub pragul electoral de 10%, partidul a prezentat liste de partide în loc să prezinte candidați independenți la alegerile generale din iunie 2015 ulterioare. Depășind așteptările, a înregistrat un procent de 13,12%, devenind al treilea grup parlamentar ca mărime. Partidul a participat pentru scurt timp la guvernul electoral interimar format de prim-ministrul AKP Ahmet Davutoğlu pe 28 august 2015, deputații HDP Ali Haydar Konca și Müslüm Doğan devenind ministrul afacerilor Uniunii Europene și, respectiv, ministrul dezvoltării. Partidul guvernează municipiile în care a câștigat alegerile într-o co-primărie formată dintr-o femeie și un bărbat.
Asistând la tentativa de lovitură de stat din Turcia din 2016 și subliniind reprimarea anterioară a forțelor democratice de către puterile marțiale, HDP s-a opus ferm loviturii. HDP a fost mai întâi ignorat și lăsat în afara armistițiului național de după lovitura de stat, în timp ce epurările turcești au vizat presupuși membri ai mișcării Gülen. Din septembrie 2016, justiția turcă a început să supună aleșii HDP acuzațiilor de terorism. Mai mulți parlamentari HDP au fost întemnițați în noiembrie 2016, inclusiv copreședinții partidului Selahattin Demirtaș și Figen Yüksekdağ, tulburând pe scară largă capacitatea HDP de a comunica și de a fi activ pe scena politică. În decembrie 2020, co-adjunctul șefului HDP pentru guvernele locale, Salim Kaplan a declarat că „din 2016, 20.000 dintre membrii noștri au fost luați în custodie și peste 10.000 dintre membrii și directorii noștri au fost trimiși la închisoare” iar 48 de municipalități au fost confiscate de guvern. Hotărârea AKP acuză HDP că are legături directe cu PKK și a fost, în martie 2021, să se apere împotriva interdicției, până când cazul a fost abandonat.

## Ideologie
HDP este văzut ca varianta turcească a partidelor grecești SYRIZA și spaniole Podemos, similară în poziția lor anticapitalistă. Copreședinții fondatori ai HDP, Yavuz Önen și Fatma Gök, au subliniat ambii principiul fundamental al HDP de a respinge capitalismul și „exploatarea prin muncă” în beneficiul tuturor cetățenilor turci, indiferent de rasă, sex sau religie. Partidul în acest sens este așadar laic, deși s-a abținut să susțină laicismul consacrat în principiile lui Mustafa Kemal Atatürk. HDP a cerut, de asemenea, o nouă constituție care să consacreze drepturile minorităților pentru kurzi, aleviți și pentru alte minorități.
Oamenii kurzi care trăiesc în Turcia au fost multă vreme o minoritate persecutată sau asimilată cu forța. Acest lucru i-a determinat să susțină partidele de stânga și care au apărat drepturile culturale ale kurzilor. Acest lucru a început cu Partidul Muncitoresc al Poporului (HEP) și a continuat cu Partidul Libertății și Egalității (ÖZEP) în iunie 1992, Partidul Libertății și Democrației (ÖZDEP) în octombrie 1992, Partidul Democrației (DEP) în 1993, Partidul Democrației Poporului. (HADEP) în 1994, Partidul Popular Democrat (DEHAP) în 1997, Partidul Societății Democrate (DTP) în 2005, Partidul Păcii și Democrației (BDP) în 2008 și, în cele din urmă, Partidul Regiunilor Democratice (DBP) în 2014. Aceste partide au fost închise pentru presupusa încălcare a constituției. În timp ce HDP este, de asemenea, afiliat al Partidului Păcii și Democrației și Partidului Regiunilor Democratice, își propune să fondeze o nouă perspectivă care să depășească diviziunea tradițională dintre turci și kurzi. În schimb, HDP urmărește să reprezinte în mod colectiv oameni de toate mediile etnice sau religioase și să le salveze libertățile civile prin realizarea democrației directe și încetarea exploatării capitaliste. Partidul a susținut de multă vreme înființarea de „parlamente populare” locale pentru a crește reprezentarea democratică și descentralizarea puterii. O mare parte din încercările partidului de a uni cetățenii din întreaga Turcie se fac prin opoziția față de conservatorul Partid al Justiției și Dezvoltării (AKP), pe care HDP l-a acuzat că este autoritar, exploatator și discriminator față de minoritățile religioase. Politica externă a HDP implică și deschiderea graniței cu Armenia, care a fost închisă din 1993 datorită sprijinului Turciei pentru Azerbaidjan în timpul primului război din Nagorno-Karabah. HDP este singurul partid politic major din Turcia care nu sprijină negarea genocidului armean și îndeamnă Turcia să înființeze o comisie pentru adevăr și să își asume responsabilitatea cu privire la rolul ei în Primul Război Mondial. Filiala femeilor a partidului care a criticat că decizia de retragere din Convenția de la Istanbul, care protejează drepturile femeilor, a fost preluată de un singur bărbat.
În timpul unei conferințe din campania electorală prezidențială a lui Selahattin Demirtaș, HDP a stârnit controverse prin faptul că nu a afișat niciun steag turcesc. În replică, Demirtaș susținuse că HDP respectă steagul, afirmând că drapelul reprezintă toți cetățenii Turciei. Partidul se adresează unui spectru larg de alegători, având candidați de gen și medii sociale, naționale și religioase diferite. O proporție mare de femei, precum și candidații aleviți, armeni, yazidiți și asirieni amestecați cu candidați de stânga turci au jucat un rol major în succesul alegerilor parlamentare din iunie 2015.

### Atacurile din decembrie 2016
Pe 17 decembrie 2016, în jurul orei 21:30 (UTC+3) patru persoane mascate au atacat biroul Partidului Democrat al Poporului (HDP) din cartierul Beylikdüzü din Istanbul, care este situat într-un centru comercial. Atacatorii au reușit să depășească personalul de securitate și au declanșat un incendiu care a provocat exploziile celor două conducte de gaz din interiorul clădirii. Un polițist și un agent de securitate au suferit răni ușoare. În aceeași noapte, au fost trase focuri de către atacatori neidentificați la sediul HDP din Darıca, provincia Kocaeli. Au fost raportate și atacuri asupra altor birouri HDP din întreaga țară, inclusiv în İzmir, Çanakkale, Hatay, Ankara și Erzincan.

## Relațiile cu Partidul Muncitorilor din Kurdistan
HDP a menținut discuții cu Abdullah Öcalan prin care Öcalan a transmis un mesaj congresului în care afirmă că „Nu am luat niciodată în considerare mișcarea noastră în afară de mișcările revoluționare și socialiste ale Turciei. Ne-am considerat întotdeauna o parte integrantă a acestui rezultat” și „avem să considerăm HDP ca parte integrantă a dialogului democratic istoric și a procesului de negociere. Dacă socialismul și o democrație deschisă reușesc în Turcia, va fi strâns legată de acest proces democratic de negociere". Nepoata lui Öcalan, Dilek Öcalan, a fost și nepotul Ömer Öcalan este membru al parlamentului. Relația dintre HDP și PKK a fost prezentată de Partidul Justiției și Dezvoltării (AKP), care guvernează, drept motiv pentru care ar fi mai bine ca HDP să nu obțină reprezentare în Parlament, deși jurnaliștii guvernamentali au susținut că acest lucru ar duce la o creștere mai mare a violenței din partea PKK și ar încerca să înființeze un parlament separat la Diyarbakır. În schimb, politicienii HDP au acuzat, de asemenea, AKP de intimidare atunci când a susținut că afilierea lor la PKK îi face inapți pentru reprezentarea parlamentară. Militanții PKK au fost, de asemenea, acuzați că au atacat magazinele și cafenelele locale din sud-estul Turciei și că au cerut voturi pentru HDP, un civil fiind rănit când un grup de tineri militanți ai PKK a percheziționat o cafenea din Silvan. Selahattin Demirtaș a negat că ar avea o „relație organică” cu PKK și a susținut că acuzațiile militanților PKK care cer voturile pentru HDP de la alegători sunt neadevărate.

## Performanțe electorale
Înființat în 2012, HDP a participat la două alegeri locale, două prezidențiale și trei alegeri generale. Un rezumat al rezultatelor și al numărului de candidați aleși este prezentat mai jos.

### Alegeri locale
| Alegeri locale  | Alegeri locale                 | Alegeri locale | Alegeri locale | Alegeri locale | Alegeri locale | Alegeri locale | Alegeri locale | Alegeri locale |       |
| Data alegerilor | Liderii partidului             | Vot popular    | Procente       | Municipalități | Municipalități | Consilieri     | Consilieri     | Hartă          | Hartă |
| Data alegerilor | Liderii partidului             | Vot popular    | Procente       | Metropolitan   | District       | Municipal      | Provincial     |                |       |
| --------------- | ------------------------------ | -------------- | -------------- | -------------- | -------------- | -------------- | -------------- | -------------- | ----- |
| 2014            | Ertuğrul Kürkçü Sebahat Tuncel | 2,611,127      | 6.29%          | 2 / 30         | 97 / 1.351     | 1.441 / 20.458 | 129 / 1.251    |                |       |
| 2019            | Sezai Temelli Pervin Buldan    | 2,409,485      | 5.60%          | 3 / 30         | 57 / 1.351     | 1.230 / 20.745 | 101 / 1.272    |                |       |
| 2024            | Mithat Sancar Pervin Buldan    | -              | -              | -              | -              | -              | -              | -              |       |

### Alegeri prezidențiale
| Alegeri prezidențiale | Alegeri prezidențiale | Alegeri prezidențiale | Alegeri prezidențiale | Alegeri prezidențiale |
| Data alegerilor       | Candidat              | Voturi                | Procente              | Poziție               |
| --------------------- | --------------------- | --------------------- | --------------------- | --------------------- |
| 2014                  | Selahattin Demirtaș   | 3,958,048             | 9.77                  | 3                     |
| 2018                  | Selahattin Demirtaș   | 4,205,219             | 8.40                  | 3                     |

### Alegeri generale
| Alegeri | Alegeri          | Co-lideri                           | Vot       | Rezultat   | Locuri          | Poziție            | Hartă |
| ------- | ---------------- | ----------------------------------- | --------- | ---------- | --------------- | ------------------ | ----- |
|         | 7 iunie 2015     | Selahattin Demirtaș Figen Yüksekdağ | 6,058,489 | ▲ 13.12 pp | 80 / 550 (▲ 80) | Guvern de coaliție |       |
|         | 1 noiembrie 2015 | Selahattin Demirtaș Figen Yüksekdağ | 5,148,085 | ▼ 2.37 pp  | 59 / 550 (▼ 21) | Opoziție           |       |
|         | 24 iunie 2018    | Sezai Temelli Pervin Buldan         | 5,867,302 | ▲ 0.94 pp  | 67 / 600 (▲ 19) | Opoziție           |       |